# 杨岘
杨岘（1819年—1896年），字季仇，一字见山，号庸斋，又号藐叟。浙江归安（今湖州）人。清朝官员，舉人出身。

## 生平
道光十五年（1835年），应童子试，为县学附生。咸丰五年（1855年）举人，应会试不中，入曾国藩、李鸿章幕中，参佐军务。同治三年（1864年）以县令留江苏候补。官至常州，松江等府知府。在晚清以精研隶书擅名，曾拜臧寿恭为师，有「漢碑無所不窺」之稱，是吴昌硕的老师，于书法、诗文切磋甚多。光绪十年因“扬州讯案草率”，被左宗棠降三级调用。不久罢官归里。晚年寓居苏州，读书著述，以卖字为生。光绪二十年（1894年），女婿汪煦携其作品至无锡刊刻作品。光绪二十二年（1896年），卒於故里。
著《遲鴻軒文集》、《遲鴻軒詩鈔》、《遲鴻軒所見書畫錄》（俞樾序），作《拥翠山庄记》（位于苏州虎丘）。